# Nati nel 1399
| Questa pagina contiene informazioni ricavate automaticamente dalle voci biografiche con l'ausilio del template Bio e di un bot. L'aggiornamento è periodico e automatico e ricostruisce completamente la pagina. Se manca una persona in questa lista, sei pregato di non aggiungerla, ma accertati piuttosto che la sua voce biografica contenga il template Bio e che i dati anagrafici siano correttamente compilati. Se il template Bio manca, inseriscilo tu stesso o, in alternativa, metti l'avviso {{tmp\|Bio}} che ne segnala la mancanza. Se i dati riportati sono sbagliati, correggi direttamente la voce biografica; le modifiche saranno visibili in questa lista entro pochi giorni. Per chiarimenti vedi il progetto biografie. La lista contiene solo le 16 persone che sono citate nell'enciclopedia e per le quali è stato implementato correttamente il template Bio. Pagina aggiornata al 26 feb 2025. |

- 19 giugno - Zara Yaqob, sovrano etiope († 1468)
- 10 agosto - Pietro Geremia, religioso italiano († 1452)
- 24 ottobre - Pier Candido Decembrio, letterato, funzionario e traduttore italiano († 1477)
- Giosia Acquaviva, nobile e condottiero italiano († 1462)
- Jacopo II Appiano, nobile († 1441)
- Pietro Balbi, vescovo cattolico e letterato italiano († 1479)
- Antonia da Barignano, nobildonna († 1471)
- Fadrique Enríquez de Mendoza, ammiraglio spagnolo († 1473)
- Giovanni di Valois-Angoulême, conte († 1467)
- Giovanni Antonio Marzano, nobile italiano († 1453)
- Barnaba Pannilini, letterato, politico e diplomatico italiano
- Sofia Paleologa, imperatrice bizantina († 1434)
- Nicolò Tron, doge († 1473)
- Bartolomeo Zabarella, arcivescovo cattolico italiano († 1445)
- Guiduccia da Correggio, nobildonna italiana († 1457)
- Lazzaro Vasari, pittore italiano († 1452)